# Fekete Lajos (orvos)
Fekete Lajos (Kisújszállás, 1834. november 1. – Kisújszállás, 1877. január 10.) orvos

## Élete
Gimnáziumi tanulmányait szülővárosában kezdte és a debreceni főiskolában végezte be; érettségi vizsgát Nagyváradon tett. Az orvosi tudományok hallgatása végett Pestre ment, hol 1860-ban orvosi oklevelet nyert. Még ez évben kisújszállási városi, majd tiszti orvos és a jászkun kerületek tiszti főorvosa lett.

## Írásai
Orvosi és orvostörténeti cikkei a Gyógyászatban (1861–63. Böngészetek a történelem mezején a gyógyászat régi korából, A vérhas, Az akasztási halál sat.; 1865. Az orvosi tudományok története Magyarországon, Magyarországon pusztított ragályos és járványos kórok), az Ország Tükrében (1864. A fürdők s az orvosok helyzete a rómaiaknál), a Századokban (1874. A gyógytan a régi magyaroknál) és a Történelmi Tárban (1878. Adalék a magyar sebészet történetéhez).

## Munkái
- A jász-kúnok története. Debreczen, 1861.
- A gyógytan története rövid kivonatban. Pest, 1864.
- Magyarországi ragályos és járványos kórok rövid történelme. Debreczen, 1874.

### Kéziratban
Az orvosi tudományok története Magyarországon. A dr. Hamary Dániel által jutalmul kitűzött 20 aranyat 1875.
Előpatakon az orvosok és természettudósok vándorgyűlésén: Magyar orvosi könyvészet 1848–1874-ig c. kézirati munkájának ítélték oda.